# Mirecourt
Mirecourt és un municipi francès, situat al departament dels Vosges i a la regió del Gran Est. L'any 2007 tenia 5.956 habitants.

## Demografia

### Població
El 2007 la població de fet de Mirecourt era de 5.956 persones. Hi havia 2.619 famílies, de les quals 1.165 eren unipersonals (467 homes vivint sols i 698 dones vivint soles), 613 parelles sense fills, 569 parelles amb fills i 272 famílies monoparentals amb fills.
La població ha evolucionat segons el següent gràfic:
Habitants censats

### Habitatges
El 2007 hi havia 3.084 habitatges, 2.674 eren l'habitatge principal de la família, 69 eren segones residències i 341 estaven desocupats. 1.099 eren cases i 1.970 eren apartaments. Dels 2.674 habitatges principals, 940 estaven ocupats pels seus propietaris, 1.669 estaven llogats i ocupats pels llogaters i 65 estaven cedits a títol gratuït; 166 tenien una cambra, 381 en tenien dues, 681 en tenien tres, 700 en tenien quatre i 745 en tenien cinc o més. 1.288 habitatges disposaven pel capbaix d'una plaça de pàrquing. A 1.366 habitatges hi havia un automòbil i a 632 n'hi havia dos o més.

### Piràmide de població
La piràmide de població per edats i sexe el 2009 era:
| Homes | Edats   | Dones |
| ----- | ------- | ----- |
| 0     | 95 o +  | 28    |
| 18    | 90 a 94 | 30    |
| 31    | 85 a 89 | 78    |
| 47    | 80 a 84 | 76    |
| 70    | 75 a 79 | 148   |
| 126   | 70 a 74 | 209   |
| 147   | 65 a 69 | 158   |
| 141   | 60 a 64 | 147   |
| 145   | 55 a 59 | 148   |
| 172   | 50 a 54 | 209   |
| 257   | 45 a 49 | 196   |
| 236   | 40 a 44 | 225   |
| 270   | 35 a 39 | 222   |
| 267   | 30 a 34 | 289   |
| 232   | 25 a 29 | 182   |
| 211   | 20 a 24 | 174   |
| 215   | 15 a 19 | 246   |
| 226   | 10 a 14 | 205   |
| 230   | 5 a 9   | 164   |
| 149   | 0 a 4   | 134   |

## Economia
El 2007 la població en edat de treballar era de 3.883 persones, 2.545 eren actives i 1.338 eren inactives. De les 2.545 persones actives 2.188 estaven ocupades (1.181 homes i 1.007 dones) i 357 estaven aturades (188 homes i 169 dones). De les 1.338 persones inactives 277 estaven jubilades, 481 estaven estudiant i 580 estaven classificades com a «altres inactius».

### Ingressos
El 2009 a Mirecourt hi havia 2.554 unitats fiscals que integraven 5.376,5 persones, la mediana anual d'ingressos fiscals per persona era de 15.853 €.

### Activitats econòmiques
Dels 311 establiments que hi havia el 2007, 6 eren d'empreses extractives, 11 d'empreses alimentàries, 14 d'empreses de fabricació d'altres productes industrials, 26 d'empreses de construcció, 95 d'empreses de comerç i reparació d'automòbils, 6 d'empreses de transport, 18 d'empreses d'hostatgeria i restauració, 2 d'empreses d'informació i comunicació, 20 d'empreses financeres, 13 d'empreses immobiliàries, 31 d'empreses de serveis, 42 d'entitats de l'administració pública i 27 d'empreses classificades com a «altres activitats de serveis».
Dels 78 establiments de servei als particulars que hi havia el 2009, 1 era una oficina d'administració d'Hisenda pública, 1 gendarmeria, 1 oficina de correu, 8 oficines bancàries, 6 tallers de reparació d'automòbils i de material agrícola, 1 establiment de lloguer de cotxes, 3 autoescoles, 2 paletes, 3 guixaires pintors, 5 fusteries, 9 lampisteries, 3 electricistes, 11 perruqueries, 1 veterinari, 1 agència de treball temporal, 13 restaurants, 3 agències immobiliàries, 4 tintoreries i 2 salons de bellesa.
Dels 49 establiments comercials que hi havia el 2009, 4 eren supermercats, 1 un supermercat, 1 una gran superfície de material de bricolatge, 1 una botiga de més de 120 m², 6 fleques, 4 carnisseries, 3 llibreries, 10 botigues de roba, 2 botigues d'equipament de la llar, 3 sabateries, 2 botigues d'electrodomèstics, 1 una botiga d'electrodomèstics, 1 una botiga de mobles, 1 una botiga de material esportiu, 3 drogueries, 2 perfumeries, 1 una perfumeria i 3 floristeries.
L'any 2000 a Mirecourt hi havia 13 explotacions agrícoles que ocupaven un total de 584 hectàrees.

## Equipaments sanitaris i escolars
El 2009 hi havia 1 hospital de tractaments de curta durada, 1 hospital de tractaments de mitja durada (seguiment i rehabilitació, 2 psiquiàtrics, 1 centre de salut, 4 farmàcies i 3 ambulàncies.
El 2009 hi havia 2 escoles maternals i 3 escoles elementals. A Mirecourt hi havia 1 col·legi d'educació secundària i 1 liceu d'ensenyament general. Als col·legis d'educació secundària hi havia 533 alumnes i als liceus d'ensenyament general 685.

## Poblacions més properes
El següent diagrama mostra les poblacions més properes.

## Personatges il·lustres
- Louis Antoine (1888-1971), matemàtic
- Nicolas Eugène Simoutre (1839-1908), lutier